# Oscar Moore Trio
Oscar Moore Trio – album amerykańskiego gitarzysty jazzowego Oscara Moore’a nagrany z towarzyszeniem
pianisty Carla Perkinsa i kontrabasisty Joego Comforta. Nagrania zarejestrowano w 1954 w studiu Radio Recorders w Hollywood. Monofoniczny 10" LP ukazał się nakładem wytwórni Skylark Records (SKLP 19).
Album nazywany jest Oscar Moore Trio dla odróżnienia go od innych wydawnictw Oscara Moore’a, na okładkach których podane 
jest - tak jak i w tym przypadku - tylko imię i nazwisko głównego wykonawcy (jedna z reedycji nosi już jednak tytuł Oscar Moore Trio with Carl Perkins).

## Muzycy
- Oscar Moore – gitara
- Carl Perkins – fortepian
- Joe Comfort – kontrabas

## Lista utworów
Strona A
| 1. | "Roulette" (O. Moore)                |  |
|    |                                      |  |
| 2. | "Nearness of You" (Hoagy Carmichael) |  |
|    |                                      |  |
| 3. | "Love for Sale" (Cole Porter)        |  |
|    |                                      |  |
Strona B
| 4. | "Body and Soul" (Johnny Green, Edward Heyman) |  |
|    |                                               |  |
| 5. | "Blues in B Flat" (O. Moore)                  |  |
|    |                                               |  |
| 6. | "Kenya" (O. Moore)                            |  |
|    |                                               |  |
Edycja angielska, monofoniczny 10" LP wytwórni London (H-APB 1035) z 1955 ma zmienioną kolejność nagrań: 
- A: "Kenya", "Body and Soul", "Blues in B Flat"
- B: "Roulette", "The Nearness of You", "Love for Sale"

Na okładce podany wykonawca: The Oscar Moore Trio i tytuły nagrań. Od pierwszego z nich album nazywany jest Kenya.

## Informacje uzupełniające
Nagrania z tej płyty (z dodaniem jednego utworu) ukazały się również na albumach noszących tytuły:
- Galivantin’ Guitar (1957) Tampa TP 22, Oscar Moore Trio with Carl Perkins (1957) Tampa TP 22, Jazz 1940 Era (1958) Tampa LP 22, Oscar Moore Archives of Jazz vol. 8 (1975) Francja, Columbia C 062-95824, Oscar Moore V.S.O.P. 34/LP 22.
- Oscar Moore Trio/George Redman Group (1958?) Tampa LP 16 jako część albumu – splitu
- Swing Shift:The Music for Night Owls (1958) Tampa TP 16, który jest reedycją splitu ze zmienionym tytułem i okładką